# 碱草黑粉菌
碱草黑粉菌（学名：Ustilago trebouxii）是属于黑粉菌目黑粉菌科黑粉菌属的一种真菌，寄生在披碱草属植物上。该种分布于中国、吉尔吉斯斯坦、伊朗、俄罗斯、美国等地。